# Koszęcin (województwo lubuskie)
Koszęcin – wieś w Polsce położona w województwie lubuskim, w powiecie gorzowskim, w gminie Deszczno.
W latach 1975–1998 miejscowość administracyjnie należała do województwa gorzowskiego.
Wieś połączona jest z Gorzowem Wielkopolskim liniami MZK.